# Белая Каменка (река)
Белая Каменка — река в городском округе Первоуральск Свердловской области, приток реки Каменка, впадает в неё справа в 4,3 км от устья Каменки. Длина реки 11 км. Впадает в Каменку в посёлке Кузино, где выше по течению на реке создан пруд.

## Данные водного реестра
По данным государственного водного реестра России, река Белая Каменка относится к Камскому бассейновому округу, речной бассейн — Кама, подбассейн — Кама до Куйбышевского водохранилища (без бассейнов рек Белой и Вятки), водохозяйственный участок — Чусовая от города Ревды до в/п посёлка Кын.
Код объекта в государственном водном реестре — 10010100612111100010423